# Gewerkschaften in Montenegro
Die Gewerkschaften in Montenegro gehören zum größten Teil einem der beiden Gewerkschaftsbünde an:
| Name des Gewerkschaftsbunds                                                                 | Mitglieder  | Zugehörigkeit zu einem Internationalen Gewerkschaftsverband |
| ------------------------------------------------------------------------------------------- | ----------- | ----------------------------------------------------------- |
| Savez sindikata Crne Gore, SSCG (Gewerkschaftsbund von Montenegro)                          | über 30.000 | IGB, EGB                                                    |
| Unija slobodnih sindikata Crne Gore, USSCG (Union der freien Gewerkschaften von Montenegro) | 19.900      | IGB, EGB                                                    |

## Mitgliedsgewerkschaften, internationale Kontakte
Mitgliedsgewerkschaften des SSCG ist u. a. (in Klammern jeweils: Mitgliederzahlen, Zugehörigkeit zu einer Globalen Gewerkschaftsföderation):
- SIndikat uprave i pravosuđa (Gewerkschaft der Verwaltung und Justiz)
(4.650, PSI, EPSU);
- Sindikat energetike Crne Gore (Energiegewerkschaft)
(2.500, PSI, EPSU).

Mitgliedsgewerkschaft der USSCG sind u. a.:
- Sindikat prosvete Crne Gore (Lehrergewerkschaft)
(9.900 ETUCE);
- Sindikat prosvjete Crne Gore (Bildungsgewerkschaft)
(10.000, EI, ETUCE);
- Sindikat Univerziteta Crne Gore (Gewerkschaft der Universität von Montenegro)
(800, EI, ETUCE).

Daneben gibt es viele kleine Einzelgewerkschaften. In den öffentlichen Bereichen ist der Organisationsgrad hoch.